# Rhacophorus larissae
Espèce
Rhacophorus larissae est une espèce d'amphibiens de la famille des Rhacophoridae.

## Répartition
Cette espèce est endémique de la province de Cao Bằng au Viêt Nam. Elle se rencontre à environ 1 400 m d’altitude.

## Publication originale
- Ostroshabov, Orlov & Nguyen, 2013 : Taxonomy of frogs of genus Rhacophorus of "hoanglienensis–orlovi" complex. Russian Journal of Herpetology, vol. 20, no 4, p. 301–324.